# Metafizyka społeczna
„Metafizyka społeczna” („anarchizm sarmacki”) – filozofia społeczna stworzona przez Janusza Waluszkę. Za cel stawia sobie osiągnięcie przez jednostkę „permanentnego orgazmu” („‘święty spokój’, czyli życie lekkie, łatwe i przyjemne”). Drogą osiągnięcia tego celu ma być budowanie konkretnymi działaniami alternatywnego życia społecznego, kulturalnego i gospodarczego poza państwem. Społeczeństwo alternatywne opierać winno się na zasadach pokoju (wyrzeczenia się przemocy - ale przy zachowaniu prawa do „czynnej samoobrony”), wolności (w opozycji do autorytaryzmu i demokracji przedstawicielskiej) i solidarności. Zasada utrzymywania się z własnej pracy (w celu uniemożliwienia wyzysku człowieka przez człowieka) prowadziła do postulatu utożsamienia własności z pracą. Społeczeństwo alternatywne rozumiane jest jako dążenie i działanie, a nie stan, idealny ustrój („Wybierając się do Itaki należy pamiętać, że najważniejsza jest podróż, bo Itaka... cóż, Itaka może cię rozczarować”). 
Waluszko uważał, że wykorzenienie jednostki czyni ją bezbronną wobec totalitaryzmu czy rynku. Odwoływał się do przykładu tradycyjnych społeczności uważając, że „Świadome wstecznictwo często bywa bardziej postępowe niż awangarda”. Jego zdaniem przykładem „zrealizowanej utopii” była I Rzeczpospolita (XV-XVIII w.) jako model organizacji życia społecznego opartej na zasadach dobrowolności (liberum veto), samorządności i wielokulturowości. 